# Bengalia robertsi
Bengalia robertsi är en tvåvingeart som beskrevs av Hiromu Kurahashi 1987. Bengalia robertsi ingår i släktet Bengalia och familjen spyflugor. Inga underarter finns listade i Catalogue of Life.